# Phyllonorycter gemmea
Phyllonorycter gemmea is een vlinder uit de familie van de mineermotten (Gracillariidae). De wetenschappelijke naam van de soort werd voor het eerst geldig gepubliceerd in 1873 door Frey & Boll.